# SJ Dm3 sorozat

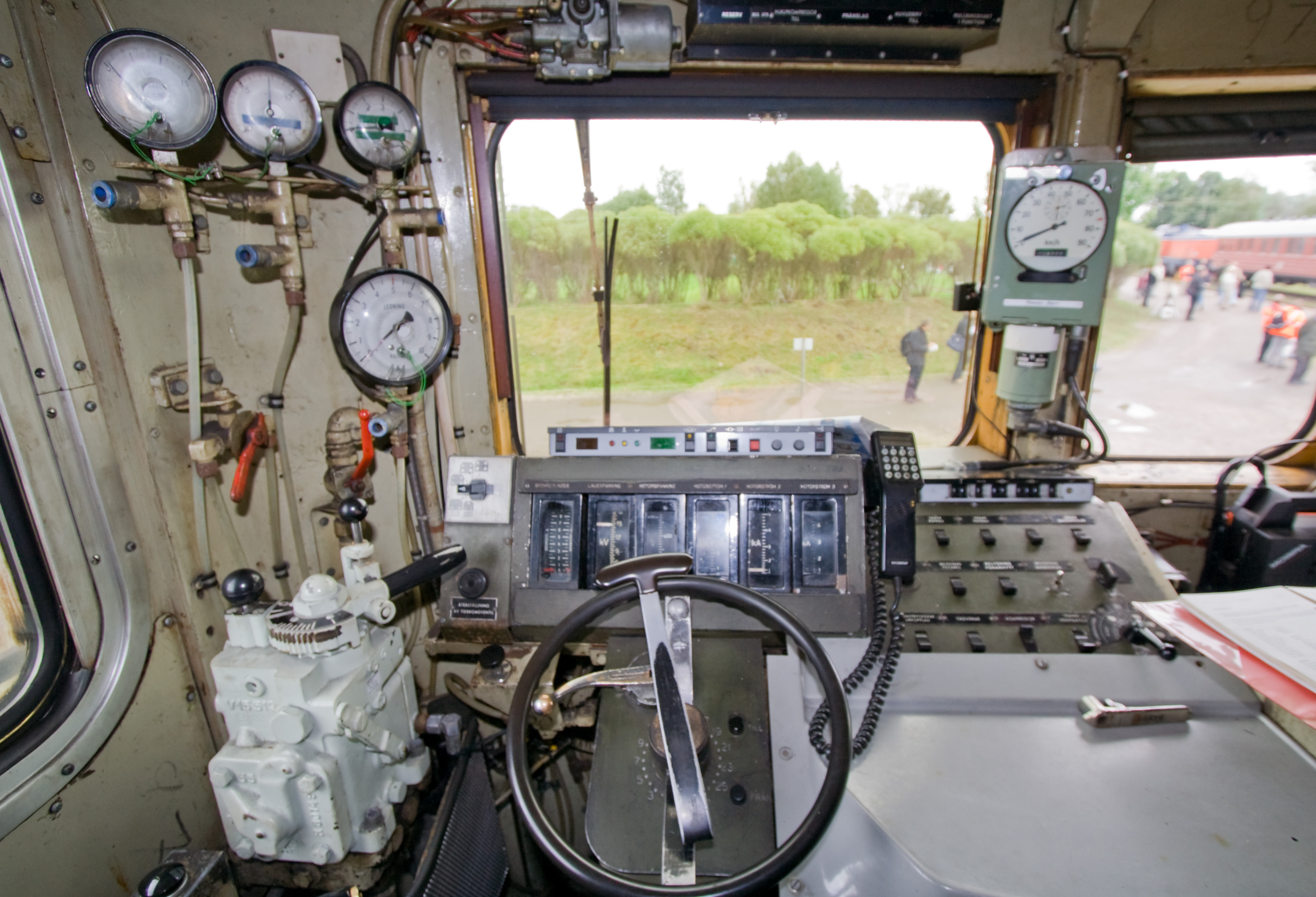
A mozdony vezetőállása

Az SJ Dm3 sorozat egy svéd 1'D+D+D1' tengelyelrendezésű 15 kV 16,7 Hz AC áramrendszerű villamosmozdony-sorozat. 1960 és 1970 között gyártotta az ASEA.